# 102 Petty France
Le 102 Petty France est un bâtiment de 1976 situé dans la cité de Westminster, à Londres.
Il héberge le ministère de la Justice depuis 2008.

## Situation
L'immeuble est situé au 102 de la rue Petty France.

## Caractéristiques
La hauteur du bâtiment est de 56,08 m.